# Hồng hạc Mỹ

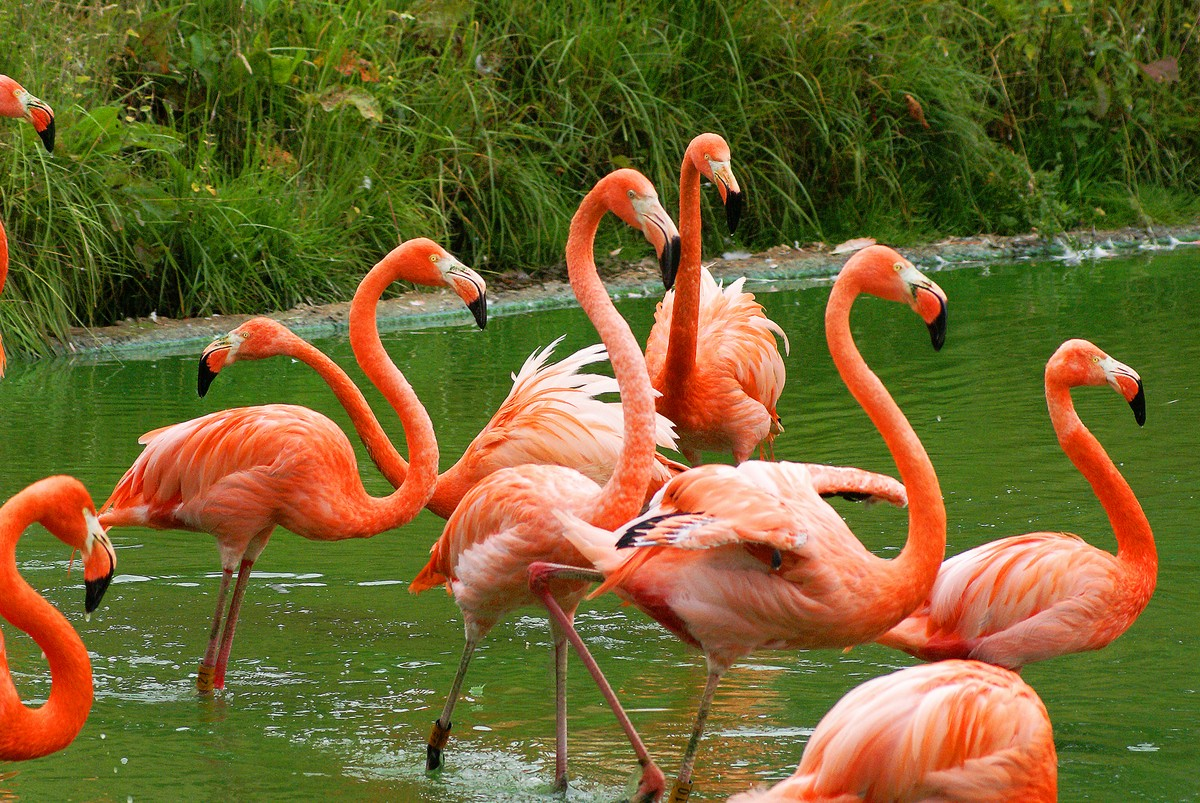

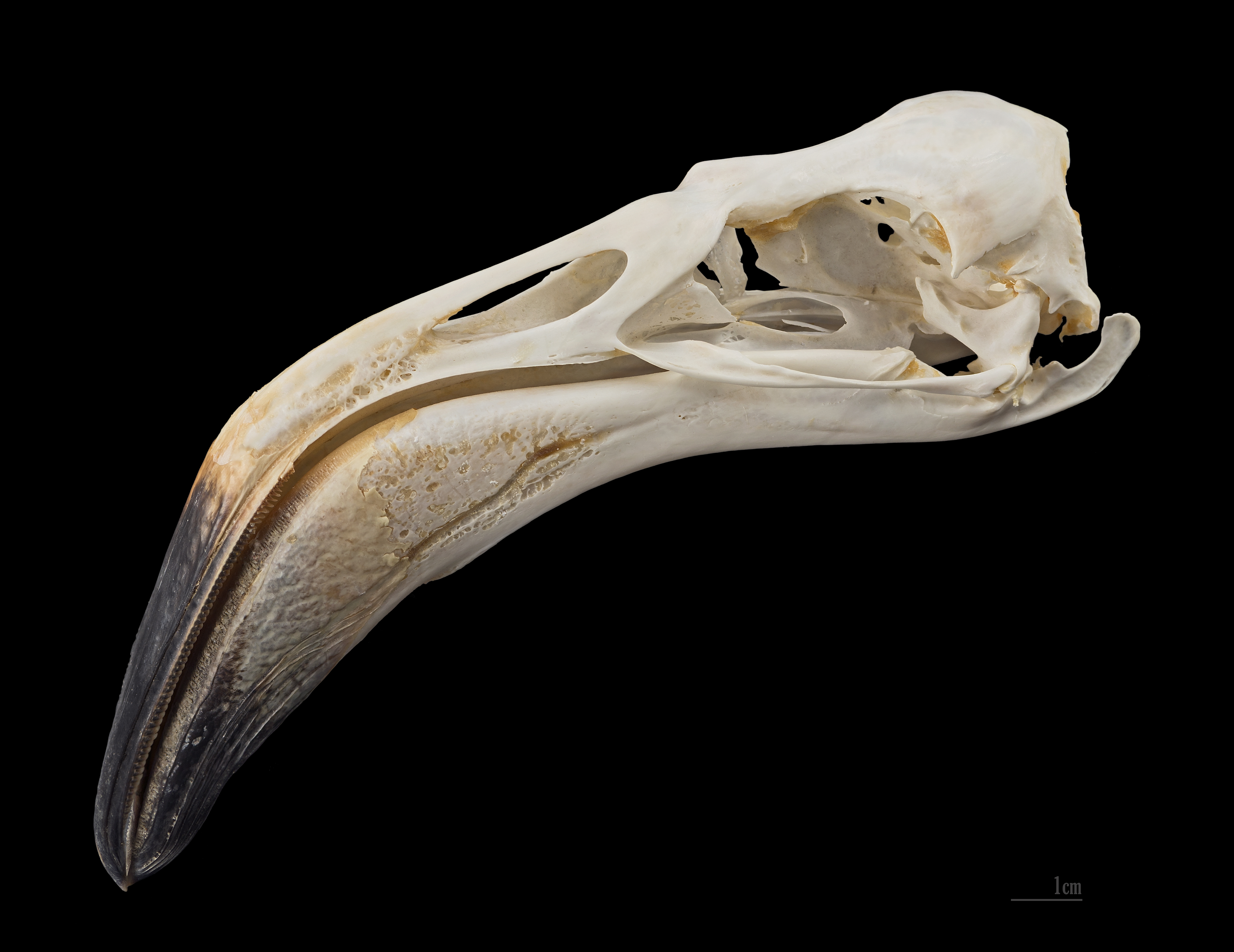
Sọ

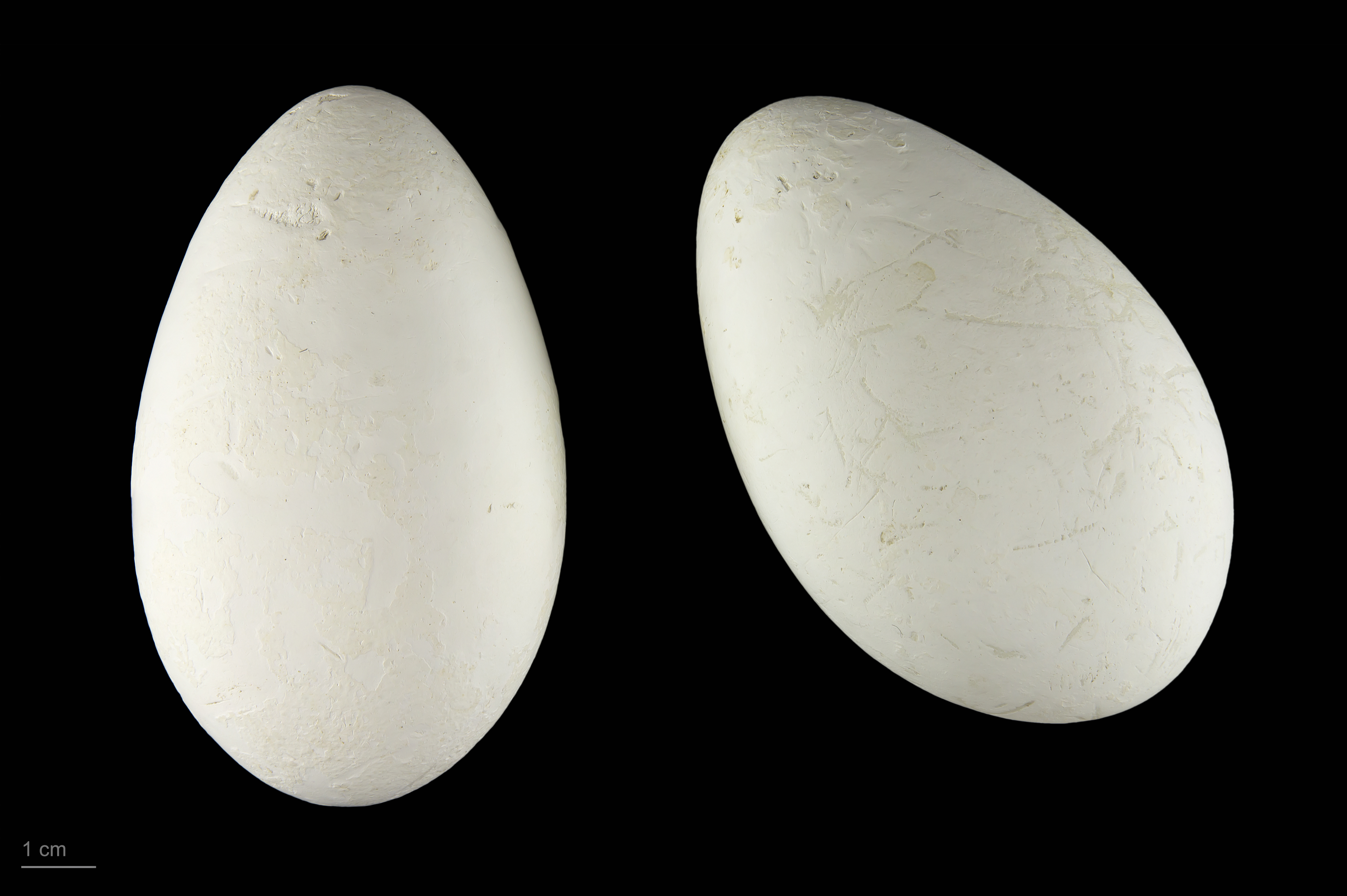
Phoenicopterus ruber

Hồng hạc Mỹ (danh pháp hai phần: Phoenicopterus ruber) là một loài chim thuộc Họ Hồng hạc có liên quan chặt chẽ đến Hồng hạc lớn và Hồng hạc Chile. Trước đây nó được xem là một loài với Hồng hạc lớn, nhưng cách xếp loại bây giờ được xem (ví dụ bởi Liên hiệp các nhà điểu cầm học Mỹ và Anh ') là không chính xác do thiếu bằng chứng. Nó cũng đã được biết đến như là Hồng hạc Caribê, nhưng 'loài hiện diện trong Galápagos làm cho tên đó có vấn đề. Đây là loài hồng hạc duy nhất sinh sống tự nhiên Bắc Mỹ.